# Maltańskie monety euro
Awersy monet euro bitych dla Malty

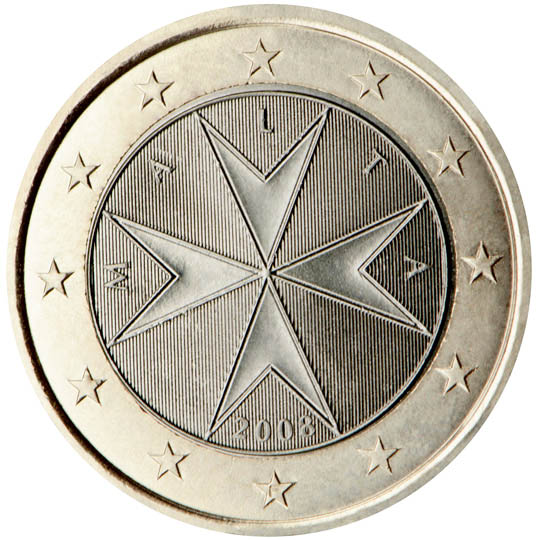
Moneta 1 euro

Wymiana narodowej waluty nastąpiła 1 stycznia 2008 r. Indywidualne awersy tego kraju są następujące:.
- 1 i 2 euro przedstawia krzyż maltański.
- 10, 20 i 50 centów przedstawiają godło Malty.
- 1, 2 i 5 centów przedstawiają świątynie Mnajdra.[2]